# Estadio Eladio Rosabal Cordero
Das Estadio Eladio Rosabal Cordero ist ein Fußballstadion in der costa-ricanischen Stadt Heredia in der gleichnamigen Provinz. Das Stadion ist Eigentum und Heimspielstätte des Fußballvereins CS Herediano. Nachdem die Sportstätte ursprünglich eine Kapazität von 15.000 Zuschauern hatte, bietet sie heute (Februar 2023) nur noch 8.700 Personen Platz. Der Bau begann am 22. Dezember 1945, das Eröffnungsspiel war die Partie des CS Herediano gegen SG Española (Ergebnis: 3:1) am 21. August 1949. Anderen Quellen zufolge könnte das erste Spiel aber schon 1948 ausgetragen worden sein. Auf dem 105 × 68 m großen Spielfeld ist ein Kunstrasen verlegt. Die Anlage wurde Ende der 1960er Jahre nach Eladio Rosabal Cordero (1894–1965), einem Mitgründer und ehemaligen Fußballspieler des Vereins, benannt.